# Pape Seydou N'Diaye
Pape Seydou N'Diaye (11 febbraio 1993) è un calciatore senegalese, portiere del Bahir Dar Kenema e della nazionale senegalese.

## Carriera

### Club
Dal 2015 gioca nel Niarry Tally, squadra senegalese di Dakar.

### Nazionale
Nel 2015 gioca da capitano con la Nazionale Under-23 del suo Paese la Coppa d'Africa Under-23 giocata in casa, chiudendo al 4º posto dopo aver perso la semifinale con la Nigeria e la finale per il 3º posto con il Sudafrica. Esordisce in Nazionale maggiore il 10 febbraio 2016 in un'amichevole giocata negli Stati Uniti a Miami contro il Messico persa per 2-0. Nel 2017 viene convocato per la Coppa d'Africa in Gabon.

## Statistiche

### Cronologia presenze e reti in Nazionale
| Cronologia completa delle presenze e delle reti in nazionale ― Senegal | Cronologia completa delle presenze e delle reti in nazionale ― Senegal | Cronologia completa delle presenze e delle reti in nazionale ― Senegal | Cronologia completa delle presenze e delle reti in nazionale ― Senegal | Cronologia completa delle presenze e delle reti in nazionale ― Senegal | Cronologia completa delle presenze e delle reti in nazionale ― Senegal | Cronologia completa delle presenze e delle reti in nazionale ― Senegal | Cronologia completa delle presenze e delle reti in nazionale ― Senegal |
| Data                                                                   | Città                                                                  | In casa                                                                | Risultato                                                              | Ospiti                                                                 | Competizione                                                           | Reti                                                                   | Note                                                                   |
| ---------------------------------------------------------------------- | ---------------------------------------------------------------------- | ---------------------------------------------------------------------- | ---------------------------------------------------------------------- | ---------------------------------------------------------------------- | ---------------------------------------------------------------------- | ---------------------------------------------------------------------- | ---------------------------------------------------------------------- |
| 10-2-2016                                                              | Miami                                                                  | Messico                                                                | 2 – 0                                                                  | Senegal                                                                | Amichevole                                                             | -2                                                                     |                                                                        |
| 10-2-2016                                                              | Londra                                                                 | Nigeria                                                                | 1 – 1                                                                  | Senegal                                                                | Amichevole                                                             | -1                                                                     | 81’                                                                    |
| 6-6-2017                                                               | Dakar                                                                  | Senegal                                                                | 0 – 0                                                                  | Uganda                                                                 | Amichevole                                                             | -                                                                      | 46’                                                                    |
| 5-9-2017                                                               | Ouagadougou                                                            | Burkina Faso                                                           | 2 – 2                                                                  | Senegal                                                                | Qual. Mondiali 2018                                                    | -1                                                                     | 69’                                                                    |
| 7-7-2021                                                               | Port Elizabeth                                                         | Senegal                                                                | 1 – 2                                                                  | Namibia                                                                | COSAFA Cup 2021 - 1º turno                                             | -2                                                                     | Cap.                                                                   |
| Totale                                                                 |                                                                        | Presenze                                                               | 5                                                                      |                                                                        | Reti                                                                   | -6                                                                     |                                                                        |

| Cronologia completa delle presenze e delle reti in nazionale ― Senegal under 23 | Cronologia completa delle presenze e delle reti in nazionale ― Senegal under 23 | Cronologia completa delle presenze e delle reti in nazionale ― Senegal under 23 | Cronologia completa delle presenze e delle reti in nazionale ― Senegal under 23 | Cronologia completa delle presenze e delle reti in nazionale ― Senegal under 23 | Cronologia completa delle presenze e delle reti in nazionale ― Senegal under 23 | Cronologia completa delle presenze e delle reti in nazionale ― Senegal under 23 | Cronologia completa delle presenze e delle reti in nazionale ― Senegal under 23 |
| Data                                                                            | Città                                                                           | In casa                                                                         | Risultato                                                                       | Ospiti                                                                          | Competizione                                                                    | Reti                                                                            | Note                                                                            |
| ------------------------------------------------------------------------------- | ------------------------------------------------------------------------------- | ------------------------------------------------------------------------------- | ------------------------------------------------------------------------------- | ------------------------------------------------------------------------------- | ------------------------------------------------------------------------------- | ------------------------------------------------------------------------------- | ------------------------------------------------------------------------------- |
| 28-11-2015                                                                      | Dakar                                                                           | Senegal under 23                                                                | 3 – 1                                                                           | Sudafrica under 23                                                              | Coppa d'Africa Under-23 2015 - 1º turno                                         | -1                                                                              | Cap.                                                                            |
| 1-12-2015                                                                       | Dakar                                                                           | Tunisia under 23                                                                | 0 – 2                                                                           | Senegal under 23                                                                | Coppa d'Africa Under-23 2015 - 1º turno                                         | -                                                                               | Cap.                                                                            |
| 4-12-2015                                                                       | Dakar                                                                           | Senegal under 23                                                                | 1 – 0                                                                           | Zambia under 23                                                                 | Coppa d'Africa Under-23 2015 - 1º turno                                         | -                                                                               |                                                                                 |
| 9-12-2015                                                                       | Dakar                                                                           | Senegal under 23                                                                | 0 – 1                                                                           | Nigeria under 23                                                                | Coppa d'Africa Under-23 2015 - Semifinale                                       | -1                                                                              | Cap.                                                                            |
| 12-12-2015                                                                      | Dakar                                                                           | Senegal under 23                                                                | 0 – 0 dts (1 – 3 dtr)                                                           | Sudafrica under 23                                                              | Coppa d'Africa Under-23 2015 - Finale 3º posto                                  | -                                                                               | Cap.                                                                            |
| Totale                                                                          |                                                                                 | Presenze                                                                        | 5                                                                               |                                                                                 | Reti                                                                            | -2                                                                              |                                                                                 |